# Stebach
Stebach ist eine Ortsgemeinde im Landkreis Neuwied im Norden von Rheinland-Pfalz. Sie gehört der Verbandsgemeinde Dierdorf an.

## Geographie
Stebach liegt im südöstlichen Teil des Landkreises Neuwied an der Grenze zum Westerwaldkreis. Die Gemeinde liegt im Osten des Naturparks Rhein-Westerwald.
Stebach ist die kleinste der sechs Gemeinden innerhalb der Verbandsgemeinde Dierdorf. Die Gemarkungsgröße beträgt 238 ha, wovon 106 ha (ca. 45 %) Waldflächen und 97 ha (ca. 40 %) landwirtschaftliche Fläche darstellen (Stand: 2017). Zu Stebach gehört auch der Wohnplatz Waldhof.
Der den Namen des Ortes tragende und in südlicher Richtung zum Sayntal fließende Bach entspringt oberhalb des Landschaftsweihers zwischen dem Dierdorfer Stadtteil Giershofen und Stebach. Er durchfließt den Ort und mündet am Hofgut Adenroth zwischen dem Großmaischeider Ortsteil Kausen und Breitenau in den Saynbach.

## Geschichte
Um 1135 wurde das vorher von den Benediktinern gegründete und von diesen bald wieder aufgegebene Kloster Rommersdorf von den Prämonstratensern übernommen und wieder besiedelt. Ein Isenburger Ritter namens Revenger trat in der Zeit zwischen 1202 und 1212 in das Kloster ein und schenkte ihm den „curte Stedebach“ (Hof Stebach).
Hier ist anzumerken, dass zu dieser Zeit die nachgeborenen Söhne in Klöster gegeben wurden, um deren Lebensunterhalt zu sichern. Die Klöster wiederum „erwarteten“ dabei Schenkungen von Grundbesitz mit entsprechenden regelmäßigen Einkünften. Die Pächter des Grundbesitzes, der dann den Klöstern gehörte, mussten teilweise erhebliche Teile der erwirtschafteten Güter (ein Drittel oder die Hälfte, selten weniger) an die Klöster abgeben.
Nachdem wenige Jahre später das Prämonstratenserinnenkloster Wülfersberg als Rommersdorfer Tochterkloster gegründet worden war, gelangte der Hof Stebach an das Kloster Wülfersberg. Im Jahr 1521 wurde das Kloster Wülfersberg aufgelöst, die Abtei Rommersdorf übernahm wieder die Rechte.
Im Jahr 1609 wird von der Abtei Rommersdorf ein weiterer Hof in Stebach übernommen, der „Eltzer Hof“. Der Name des Hofes ist auf einen „Herren zu Eltz und Schöneck“ zurückzuführen.
Spätestens 1803 bei der Auflösung und 1820 beim Verkauf von Rommersdorf kam auch Stebach in weltliche Hände.

### Einwohnerentwicklung
Die Entwicklung der Einwohnerzahl von Stebach, die Werte von 1871 bis 1987 beruhen auf Volkszählungen:
| Jahr | Einwohner |
| ---- | --------- |
| 1815 | 96        |
| 1835 | 113       |
| 1871 | 125       |
| 1905 | 126       |
| 1939 | 103       |
| 1950 | 120       |
| 1961 | 131       |

| Jahr | Einwohner |
| ---- | --------- |
| 1970 | 157       |
| 1987 | 200       |
| 2005 | 345       |
| 2011 | 308       |
| 2017 | 344       |
| 2022 | 355       |

## Politik

### Gemeinderat
Der Gemeinderat in Stebach besteht aus acht Ratsmitgliedern, die bei der Kommunalwahl 2024 am 9. Juni 2024 in einer Mehrheitswahl gewählt wurden, und dem ehrenamtlichen Ortsbürgermeister als Vorsitzendem.

### Bürgermeister
Andreas Krobb wurde am 6. November 2020 Ortsbürgermeister von Stebach. Bei der Direktwahl am 25. Oktober 2020 war der zu diesem Zeitpunkt zweite Beigeordnete bei zwei Gegenkandidaten mit einem Stimmenanteil von 56,65 % gewählt worden.
Krobbs Vorgänger Karl-Heinz Klein, der seit dem 1. Juli 2014 amtierende und bei der Direktwahl am 26. Mai 2019 mit einem Stimmenanteil von 73,37 % in seinem Amt bestätigte Ortsbürgermeister, hatte mit Wirkung zum 31. Juli 2020 aus gesundheitlichen Gründen das Amt niedergelegt.
Nach seiner ersten Amtszeit von 2020 bis 2024 wurde Krobb im Rahmen der Kommunalwahlen am 9. Juni 2024 mit 78,3 % im Amt bestätigt und für weitere 5 Jahre wiedergewählt.

### Wappen
| Wappen von Stebach | Blasonierung: „Von Rot über Silber durch einen schrägrechten silber-blauen Wellenbalken geteilt vorn eine schwarze Glocke, hinten einen Schlüssel mit Bart aufwärts, der von einem Abtsstab in Silber gekreuzt wird.“ |
| Wappen von Stebach | Wappenbegründung: Die beiden roten Balken in Silber verweisen auf die Grundherrschaft Isenburg. Sie sind das Wappen des Remboldstammes der Isenburger bzw. der Herrschaft Niederisenburg. Der Schlüssel gilt als Petrussymbol. Petrus war der Schutzpatron des Klosters Wülfersberg. Der Abtsstab symbolisiert die Prämonstratenserabtei Rommersdorf. Der Wellenbalken symbolisiert den Stebach und die Glocke soll auf die alte Schulglocke der Gemeinde Stebach und die ortsansässigen Musikvereine hinweisen. Mit Urkunde vom 17. Mai 2004 erhielt die Gemeinde Stebach die Genehmigung zur Führung des Wappens, nachdem das Landeshauptarchiv Koblenz den vorgelegten Wappenentwurf für heraldisch einwandfrei befunden hatte. |

## Wirtschaft und Infrastruktur
Der früher durch die Landwirtschaft geprägte Ort hat sich zu einer reinen Wohngemeinde entwickelt, mit einem gewissen Erholungscharakter, der durch das in den 1960er Jahren entstandene Wochenendgebiet bestimmt wird. Der Ort verfügt über Wanderwege. Der zur Gemarkung Großmaischeid gehörende, aber direkt an Stebach angrenzende „Stebacher Weiher“, wird von Wanderern, Schwimmern und Anglern genutzt. Zu diesem Landschaftsweiher gehört auch ein Feuchtbiotop. Am Ort gibt es heute nur noch einen landwirtschaftlichen Vollerwerbsbetrieb. Ferner zählt die Gemeinde einige Handwerksbetriebe.
Die Dorfschule wurde bereits vor dem Zweiten Weltkrieg geschlossen, nach dem Bau eines neuen Gebäudes im Jahre 1955 aber wieder eröffnet, um im Zuge der Schulreform im Jahre 1966 endgültig aufgelöst zu werden. Die Kinder aus Stebach besuchen heute die Grundschule in Großmaischeid, bzw. die weiterführenden Schulen in Dierdorf.
Verkehrsmäßig ist Stebach durch die von Großmaischeid nach Dierdorf führende Kreisstraße K 119 sowie die aus Richtung Kausen kommende K 118 erschlossen. Die nächste Autobahnanschlussstelle ist Dierdorf an der Bundesautobahn 3. Der nächstgelegene ICE-Halt ist der Bahnhof Montabaur an der Schnellfahrstrecke Köln–Rhein/Main.